# Sitski Kanal
Sitski Kanal är ett sund i Kroatien. Det ligger i den södra delen av landet, 220 km söder om huvudstaden Zagreb.